# Richard McTaggart
Richard McTaggart MBE (ur. 15 października 1935 w Dundee, zm. 9 marca 2025) – brytyjski (szkocki) pięściarz, który walczył w kategorii lekkiej, złoty medalista XVI Letnich Igrzysk Olimpijskich w Melbourne i brązowy medalista XVII Letnich Igrzysk Olimpijskich w Rzymie. Uhonorowany Pucharem Vala Barkera.
Był również złotym medalistą mistrzostw Europy w 1961 w Belgradzie i igrzysk Imperium Brytyjskiego i Wspólnoty Brytyjskiej w 1958 w Cardiff w wadze lekkiej oraz srebrnym medalistą igrzysk Imperium Brytyjskiego i Wspólnoty Brytyjskiej w 1962 w Perth w wadze lekkopółśredniej.